# Leopold Morsing
Paul Mårten Leopold Morsing, född 1887 i Uppsala, död 1971, var en svensk målare.
Leopold Morsing studerade vid Althins målarskola, samt på Konstakademien. Han har målat landskap med aftonstämningar från småländska slättbygden, naturalistiska blomsterstilleben, samt porträtt,  t.ex. Min mor och Ture Rangström.
Leopold Morsing var gift med Edith Johansson och far till konstnären Ivar Morsing. Han var bror till Anna Sjöström.
Representerad: Kalmar läns museum och på Svenska Statens porträttsamling på Gripsholms slott.

## Källa
- Paul Mårten Leopold Morsing i Konstnärslexikonett Amanda